# Лонвиллер
Лонвилле́р (фр. Longvillers) — коммуна во Франции, находится в регионе Нижняя Нормандия. Департамент коммуны — Кальвадос. Входит в состав кантона Виллер-Бокаж. Округ коммуны — Кан.
Код INSEE коммуны — 14379.

## Население
Население коммуны на 2010 год составляло 349 человек.
| 1962 | 1968 | 1975 | 1982 | 1990 | 1999 | 2010 |
| ---- | ---- | ---- | ---- | ---- | ---- | ---- |
| 255  | 221  | 218  | 268  | 288  | 323  | 349  |

## Экономика
В 2010 году среди 226 человек трудоспособного возраста (15—64 лет) 177 были экономически активными, 49 — неактивными (показатель активности — 78,3 %, в 1999 году было 71,8 %). Из 177 активных жителей работали 165 человек (86 мужчин и 79 женщин), безработных было 12 (6 мужчин и 6 женщин). Среди 49 неактивных 17 человек были учениками или студентами, 22 — пенсионерами, 10 были неактивными по другим причинам.